# Cendradillas
Cendradillas är en ort i Mexiko.   Den ligger i kommunen Guanaceví och delstaten Durango, i den centrala delen av landet, 1 000 km nordväst om huvudstaden Mexico City. Cendradillas ligger 2 277 meter över havet och antalet invånare är 109.
Terrängen runt Cendradillas är huvudsakligen kuperad. Cendradillas ligger nere i en dal som går i öst-västlig riktning.  Trakten runt Cendradillas är nära nog obefolkad, med mindre än två invånare per kvadratkilometer. Närmaste större samhälle är Ojos Azules, 14,9 km norr om Cendradillas. Omgivningarna runt Cendradillas är i huvudsak ett öppet busklandskap.